# كارول جيفري
كارول جيفري (31 أكتوبر 1898 -6 نوفمبر 1998) طبيبة نفسية إنجليزية، معروفة بالعمل مع الأطفال وكونها واحدة من الموظفين الأصليين في جمعية الطريق المفتوح، التي كانت مجموعة تقوم بالعلاج النفسي بطريقة ثورية. نشرت كتابها الأول في سن 98.

## حياتها المبكره
ولدت إيديثا كارولين كاولي في وايت هول، ورسيسترشاير في 13 أكتوبر 1898، وهي ابنة روبرت كاولي، الذي عمل كمصمم مع وليام موريس وبعد ذلك كمدير في ليبرتي في ريجنت ستريت، قبل أن يشغل مزرعة والديه في ورسيسترشاير.

## التعليم
درست جيفري في المنزل وحصلت على درجة البكالوريوس من جامعة لندن في عام 1919. وبما أن عائلتها لم تستطع تحمل تكاليف دعمها من خلال تدريب الدكتوراه، حصلت بدلا من ذلك على دبلوم التدريس في عام 1920. وفي وقت لاحق، تمكنت من العودة إلى المدرسة، وحصلت على دبلوم الدراسات العليا في علم النفس الفردي في عام 1945.

## المهنة
بدأت جيفري حياتها المهنية كمدرسة للموسيقى واللغة الإنجليزية. عندما تزوجت تركت وظيفتها، كما كان شائعا في ذلك الوقت. وبمجرد حصولها على دبلوم الدراسات العليا في علم النفس الفردي، بدأت العمل في مجال توجيه الأطفال. لاحظت هي وزميل لها على حد سواء أن القواعد الموضوعة للموظفين حصلت في طريق العلاج الفعال، لذلك أسس زميلها جمعية الطريق المفتوح وانضم جيفري كمعالج نفسي. في وقت لاحق، افتتح جيفري عيادة خاصة. كما عملت بشكل وثيق مع زميل كارل يونغ.

## الإرث
نشرت كارول جيفري نصف سيرة ذاتية في نهاية حياتها بعنوان «لماذا طفل». ناقش هذا الكتاب فهمها لأسباب الباثولوجيا النفسية عند الأطفال.